# Истяк
Истяк (баш. Истәк) — село в Янаульском районе Республики Башкортостан Российской Федерации. Центр Истякского сельсовета.

## География

### Географическое положение
Находится по обоим берегам реки Каймашинка. Неподалёку расположен остановочный пункт 1233 километр Горьковской железной дороги. Расстояние до:
- районного центра (Янаул): 7 км,
- ближайшей ж/д станции (Янаул): 7 км.

## История
Деревня Истяк основана башкирами во второй половине XVII века, названа по имени первопоселенца. Основателем является башкир-вотчинник Уранской волости Истяк Толубаев или его сын Иштеряк Истяков, жившие во второй половине XVII веке. Иштеряк Истяков с двоюродным братом Аккусюком Биктугановым в 1688 году жаловались на захват их вотчинной земли припущенниками из татар, марийцев и удмуртов. 
По договору 1703 года о припуске тут поселились ясачные татары, перешедшие впоследствии в сословие тептярей. Истяково стало тептярским поселением.
В 1748 году II ревизией учтено 37 мужчин, в 1795 году — 96 человек обоего пола. В 1816 году — 148 человек в 21 дворе.
В 1834 году VIII ревизией учтено 39 дворов и 230 человек. В 1842 году они имели 62 лошади, 95 коров, 60 овец, 70 коз. Пчеловоды имели 25 ульев. Была мельница. В 1859 году учтено 372 человека в 65 дворах.
В 1870 году — деревня Истякова (Каймаши) 3-го стана Бирского уезда Уфимской губернии, 64 двора и 373 башкира (200 мужчин и 173 женщины). Имелись мечеть, училище, водяная мельница; жители, кроме сельского хозяйства, занимались лесным промыслом.
В 1896 году в деревне Байгузинской волости IV стана Бирского уезда — уже 114 дворов и 715 жителей (360 мужчин, 355 женщин). Имелись мечеть, 5 бакалейных лавок, чайная и казённая винная лавки. Еженедельно по пятницам проходили базары. По данным переписи 1897 года в деревне проживало 717 жителей (360 мужчин и 357 женщин), из них 638 были магометанами, 78 — православными.
В 1906 году — 116 дворов и 623 человека (338 мужчин, 285 женщин), чайная лавка уже не показана.
По данным подворной переписи, проведённой в уезде в 1912 году, деревня входила в состав Истяковского сельского общества Байгузинской волости. В ней имелось 132 хозяйства тептярей-припущенников, где проживало 677 человек (363 мужчины, 314 женщин). Количество надельной земли составляло 951 казённую десятину (из неё 52,8 десятин сдано в аренду), в том числе 759 десятин пашни и залежи, 145 десятин сенокоса, 5 десятин леса, 28 десятин усадебной земли и 14 — неудобной земли. Также 209,06 десятин было арендовано (из неё 18,36 сдано в аренду). Посевная площадь составляла 490,9 десятин, из неё 48,17 % занимала рожь, 36,54 % — овёс, 5,18 % — греча, 4,67 % — горох, 3,12 % — полба и 1,9 % — пшеница, остальные культуры занимали 0,43 % посевной площади. Из скота имелось 212 лошадей, 228 голов КРС, 406 овец и 15 коз. 14 человек занимались промыслами.
В 1920 году по официальным данным в деревне Истякова (Каямаша, Кайшада) той же волости 156 дворов и 940 жителей (466 мужчин, 474 женщины), по данным подворного подсчета — 837 тептярей и 7 русских в 150 хозяйствах.
В 1926 году деревня относилась к Янауловской волости Бирского кантона Башкирской АССР.
В 1939 году в деревне Истяк, центре Истяковского сельсовета Янаульского района — 715 жителей.
В 1959 году в деревне Истяково, центре Истякского сельсовета — 602 жителя, в 1970-м уже в селе Истяк — 599 человек.
В 1979 году — 574 человека, в 1989-м — 419 человек.
В 2002 году — 434 человека (215 мужчин, 219 женщин), башкиры (77 %).
В 2010 году — 425 человек (206 мужчин, 219 женщин).

## Население
| 2002 | 2009 | 2010 |
| ---- | ---- | ---- |
| 434  | ↗492 | ↘425 |

## Инфраструктура
- Имеются основная школа (до 2015 года — средняя[21]), детский сад, фельдшерско-акушерский пункт, ДК, библиотека[5].
- Из предприятий — молочно-товарная ферма, пилорама, зерносклад[22].
- Также имеются памятник «Вечная слава воину-победителю», 2 кладбища.

## Религия
В 2013 году открылась мечеть.